# Эвтаназия в Нидерландах
Эвтаназия в Нидерландах — вызывающий немало споров процесс прерывания жизни человека, страдающего неизлечимым заболеванием, испытывающего невыносимые страдания или ввиду особых обстоятельств. В современном обществе под словом «эвтаназия» подразумевают прерывание жизни как человека, так и животных (так называемое усыпление). После длительных обсуждений была законодательно закреплена в 2001 году.

## История
История идей об эвтаназии на европейском континенте уходит в XX век. В 1920 году издается книга А. Хоча и К. Биндинга «Разрешение лишить жизни». И лишь спустя 82 года, Нидерланды, первыми не только в Европе, но и в мире — решились узаконить эвтаназию и ввести её в сферу здравоохранения. Законопроект активно лоббировала министр здравоохранения Нидерландов доктор Элс Борст. Несмотря на критику и оппозицию со стороны церквей (католической и протестантской), в 2001 году был принят закон «Прекращение жизни по запросу и ассистируемый суицид», а в 2002 году вступил в силу. Большинство нидерландцев поддерживает новый закон о праве на эвтаназию. В стране, когда человек получает разрешение на смерть, в течение нескольких дней «комитет по этике» (euthanasia review committee) выдает разрешение врачу, который и осуществляет процедуру. По стране разъезжают мобильные команды эвтаназистов — врачи, которые работают по всей стране, чтобы помочь людям уйти из жизни, если их собственный местный врач отказывается брать ответственность на себя.

## Правовые основы
Применение эвтаназии регламентируется законом «Прекращение жизни по запросу и ассистируемый суицид» от 01.04.2001 года и уголовным законодательством (Criminal Code). Желание уйти из жизни с помощью эвтаназии осуществляется по следующей схеме: информирование врача, разрешение от комиссии по этике, в случае отказа — прокурор и комиссия от министерства здравоохранения, благополучия и спорта (Ministerie van Volksgezondheid, Welzijn en Sport). Уникальность Нидерландского законодательства относительно эвтаназии заключается в том, что ни одна из сторон (пациент ↔ врач) не имеют абсолютного права на применение такого рода операции. Иностранцам отказано в процедуре эвтаназии на территории Нидерландов (поскольку будут нарушены некоторые пункты требований к врачу). Нидерландский закон об эвтаназии не идет вразрез с международными Конвенциями и основными правами личности, таких как право на жизнь (ст. 6 Международного пакта о гражданских и политических правах) и ст. 2 Европейской Конвенции по правам человека.

## Требования

### К врачу
Нидерландское законодательство относительно прав и обязанностей врача по вопросу применения эвтаназии одновременно защищает его и возлагает на него ряд обязательств. Врач обязан:
- удостовериться, что желание пациента о применении эвтаназии является добровольным и обдуманным;

- удостовериться, что пациент страдает от невыносимых болей или же диагноз его болезни не предполагает перспектив к выздоровлению либо же значительного улучшения;
- проинформировать пациента о его будущем состоянии, тем самым прогнозировать развитие клинической картины;
- обсудить ситуацию с пациентом и прийти к совместному решению, которое исключает альтернативу;
- провести консультацию минимум с одним врачом, который не имеет отношения к лечению пациента, который принял решение к применению эвтаназии;
- письменно оформить извещение для пациента и органов государственной власти, что по крайней мере 4 пункта из вышеперечисленных были соблюдены;
- во время проведения эвтаназии или ассистируемого суицида проявить надлежащую медицинскую помощь и внимание к пациенту.

### К пациенту
- пациент должен быть не младше 12 лет;
- решение о процедуре эвтаназии должно исходить исключительно от заинтересованного лица (в случае возраста пациента от 12 до 16 лет требуется также согласие опекунов или родителей);
- пациент должен предоставить документ, подтверждающий его дееспособность и вменяемость;
- проконсультироваться с врачом/-ами относительно перспективы выздоровления либо же облегчения боли;
- получить все консультации и рекомендации от лечащего врача;
- получить пакет разрешительных документов от лечащего врача.

## Гарантии

### Для врача
- право на отказ от проведения процедуры эвтаназии;
- гарантии от государства об отсутствии негативных последствий для личности, профессиональной деятельности при отказе от проведения процедуры эвтаназии;
- право отказа присутствовать или же ассистировать при проведении процедуры эвтаназии;
- право самостоятельного выбора консультирующего врача при обсуждении возможности назначения пациенту процедуры эвтаназии.

### Для пациента
- право на всестороннее оказание медицинских услуг, в том числе и процедуры эвтаназии;
- право на выбор врача для проведения процедуры эвтаназии;
- право на всецело объёмный анализ состояния здоровья и прогноз развития заболевания.